# هوربیخ
هوربیخ (به آلمانی: Hörbich) یک منطقهٔ مسکونی در اتریش است که در ناحیه رورباخ واقع شده‌است. هوربیخ ۱۱ کیلومتر مربع مساحت دارد ۵۷۰ متر بالاتر از سطح دریا واقع شده‌است.